# Kurówko (powiat sierpecki)
Kurówko – wieś w Polsce położona w województwie mazowieckim, w powiecie sierpeckim, w gminie Gozdowo. Ma status sołectwa.
W latach 1975–1998 miejscowość administracyjnie należała do województwa płockiego.
Kurówko jest miejscem realizacji projektów artystycznych Daniela Rycharskiego. W 2007 w Kurówku został nakręcony film krótkometrażowy Oblubienica (2008) w reżyserii Daniela Rycharskiego i Sławomira Shuty. Od 2009 artysta realizuje projekt murali przedstawiających zwierzęta-hybrydy, zaś od 2012 prowadzi we wsi galerię-kapliczkę, w której prezentowane są prace różnych artystów, poświęcone mieszkańcom Kurówka.